# Zaalvoetbal Hovocubo 1966
L'Hovocubo è una società sportiva olandese fondata nel 1966 con sede a Hoorn. Il nome deriva da HOornsche VOlleybal Club Uit Balorigheid Opgericht

## Storia
Dapprima dedicatasi alla pallavolo come costola del HSV Sport, ha poi iniziato ad occuparsi di calcio a 5 che stava iniziando a diffondersi nei Paesi Bassi attraverso l'Argentina. Nelle prime quattro stagioni la squadra giocò fuori dalla propria città natale per indisponibilità di impianti, migrata a Den Helder, nelle prime due stagioni di campionato, giunse alla finale nazionale, un grande successo per una squadra formata da appena una stagione. Il completamento del palazzetto di Hoorn consentì alla squadra di tornare a casa ed ottenere i migliori risultati come i tre titoli del 1972, 1976 e 1982. Quest'ultimo fu un anno d'oro per la formazione olandese che vinse campionato, coppa e Coppa del Benelux contro il Rebbels Boorsem.

## Palmarès
- Campionato olandese: 7

1971-72, 1975-76, 1981-82, 2013-14, 2017-18, 2018-19, 2021-22
- Coppa dei Paesi Bassi: 4

1982, 2012-13, 2017-18, 2021-22
- Supercoppa dei Paesi Bassi: 2

2014, 2018, 2019, 2022
- Coppa del Benelux: 1

1982